# Paranormal Activity 4
Paranormal Activity 4 is een Amerikaanse horrorfilm uit 2012 en het vierde deel in de Paranormal Activity-reeks. De film werd wederom geregisseerd door Henry Joost en Ariel Schulman. Paranormal Activity kwam op 19 oktober 2012 in de bioscopen in de Verenigde Staten, Op 25 oktober in de Nederlandse en op 31 oktober in de Belgische zalen.
Waar Paranormal Activity 3 een prequel was, keert deel vier terug naar het heden. Het verhaal speelt zich ongeveer vijf jaar na het eerste deel af. Op 21 oktober 2012 werd door Paramount Pictures bekendgemaakt, dat er een vervolg op het 4e deel komt.
Paranormal Activity 4 kwam op 20 februari 2013 uit op dvd en blu-ray.

## Verhaal
Het verhaal speelt zich af in 2011, vijf jaar nadat Katie haar vriend Micah, haar zus Kristi en haar echtgenoot Daniel heeft vermoord en hun baby Hunter (die nu Wyatt heet) heeft meegenomen. Katie en Robbie zijn verhuisd naar een andere stad en sindsdien ervaren hun buren, Alex en haar moeder, vreemde gebeurtenissen.

## Rolverdeling
- Kathryn Newton als Alex
- Matt Shively als Ben
- Aiden Lovekamp als Wyatt
- Brady Allen als Robbie
- Stephen Dunham als Doug
- Alexondra Lee als Holly
- Katie Featherston als Katie